# Hugh Jackman

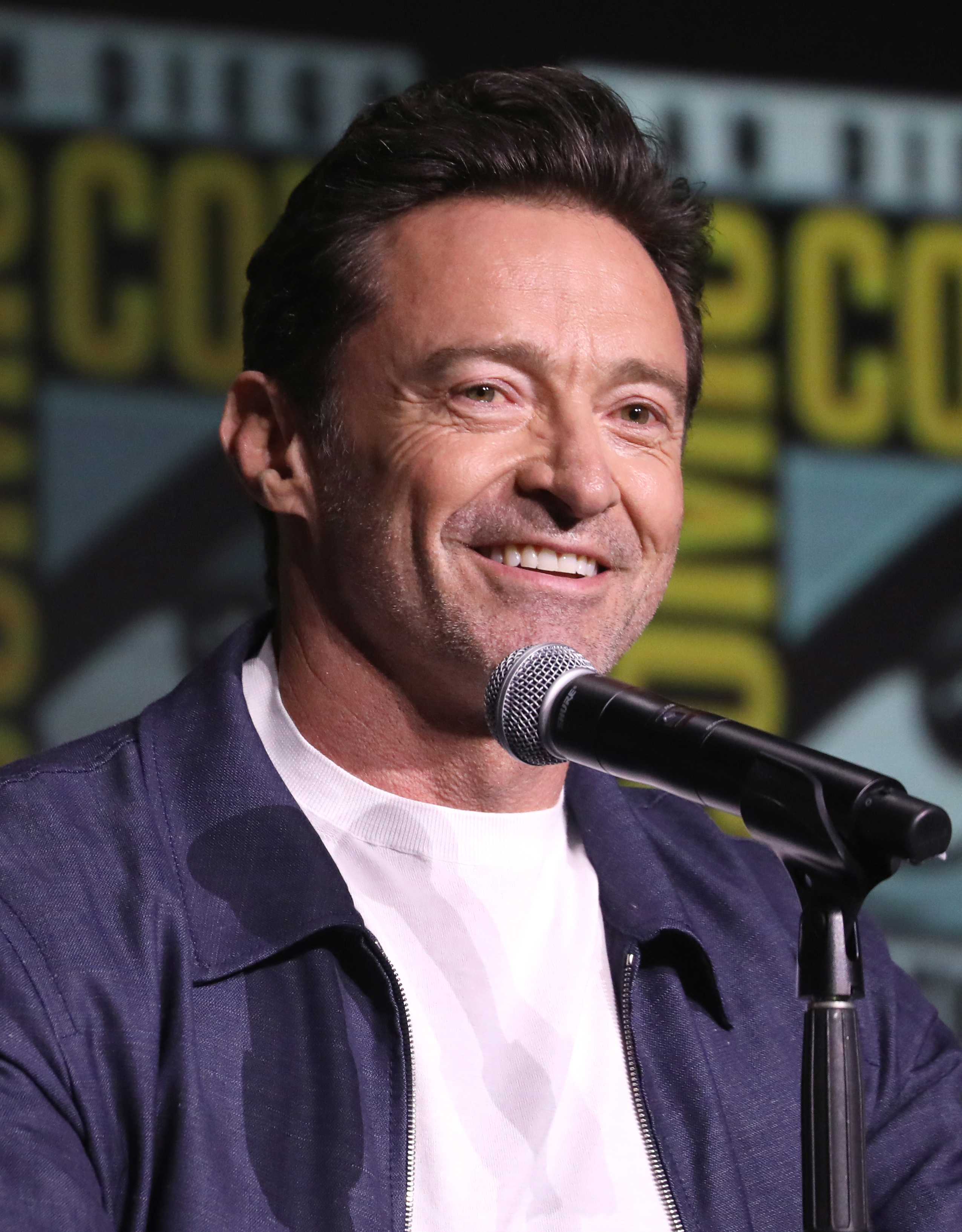
Hugh Jackman (2024)

Hugh Michael Jackman AC (* 12. Oktober 1968 in Sydney) ist ein australischer Schauspieler und Filmproduzent, der besonders als Wolverine in der X-Men-Filmreihe sowie durch den Action-Thriller Passwort: Swordfish (2001) bekannt wurde. Große Erfolge hat er auch als Musicaldarsteller, besonders mit der Rolle des Peter Allen in The Boy from Oz, als Jean Valjean in Les Misérables (2012) und als Zirkuspionier P. T. Barnum in Greatest Showman (2017). Mit John Palermo gründete er die Filmproduktionsgesellschaft Seed Productions.

## Privatleben
Jackman ist das jüngste von fünf Kindern von Christopher John Jackman und Grace McNeil, die 1967 von England nach Australien einwanderten. Aus der zweiten Ehe seiner Mutter kam später eine acht Jahre jüngere Halbschwester hinzu. Mutter Grace verließ die Familie 1976, als Jackman acht Jahre alt war, und ging zurück nach England. Er wuchs bei seinem Vater Chris auf, einem Buchhalter mit Cambridge-Abschluss. Hugh Jackman heiratete 1996 die Schauspielerin Deborra-Lee Furness, 2023 erfolgte die Trennung. Das Paar hat zwei Adoptivkinder, ein Mädchen (* 2005) und einen Jungen (* 2000). Im November 2013 gab Jackman bekannt, dass er an Hautkrebs erkrankt sei. Ihm wurde operativ ein Basalzellkarzinom entfernt.

## Karriere
Bereits in der Schule glänzte Jackman in den Sportarten Rugby, Cricket und Schwimmen, ferner auch in Schulaufführungen. 1988 begann er an der University of Technology in Sydney Kommunikationswissenschaft mit journalistischem Schwerpunkt zu studieren; 1991 schloss er mit dem Bachelor of Arts (Kommunikation) ab.
Während des Studiums belegte er einen Schauspielkurs und beschloss dann, Schauspieler zu werden. Ein Rollenangebot für die australische Fernsehserie Nachbarn schlug Jackman aus und begann stattdessen an der Western Australian Academy of Performing Arts (WAAPA) eine Schauspielausbildung, die er 1994 beendete. Unmittelbar danach bekam er das Angebot, in der zehnteiligen Fernsehserie Correlli mitzuwirken. Er mimte die Rolle eines Häftlings, der sich in die Gefängnispsychologin Louisa Correlli (gespielt von Deborra-Lee Furness) verliebt. Während der Dreharbeiten wurden Jackman und Furness ein Paar.
Nach Correlli folgten einige Auftritte im Fernsehen. So war Jackman neben Melissa Hoyer Gastgeber der Sendung In Fashion (bei Foxtel), Conférencier bei der „Fox Studio Australia“-Eröffnungsshow in Sydney und präsentierte in „Hugh Jackman’s West End“ ein Foxtel-Special über Londons Theaterszene.
1995 arbeitete Hugh Jackman als Musicaldarsteller in der australischen Aufführung von Die Schöne und das Biest. Er erhielt den MO (Australischer Tony-Award) als „Bester Schauspieler“ und auch den Variety Club Award als „Bester männlicher Darsteller in einem Musical“. Es folgte das Musical Sunset Boulevard. Internationale Wahrnehmung fand Jackman seit seiner Darstellung des Curly im Musical Oklahoma!, das 1998/99 am Londoner Nationaltheater aufgeführt und 2000 verfilmt wurde. Außerdem spielte er in weiteren Theaterstücken wie Romeo und Julia (Romeo), Translation (Hugh), Tonight We Improvise (Abette) und Barbarians (Maxim Gorki).
1998 hatte Jackman sein Leinwanddebüt in dem australischen Spielfilm Trucker mit Herz in der Rolle des Truckers Jack Willis, der seine unglückliche Liebe in einer Romanze niederschreibt und diese unter dem Namen seiner Angebeteten veröffentlicht. Im selben Jahr drehte er auch Halifax – Afraid of the Dark für das Fernsehen. Ein Jahr später folgte Erskineville Kings. Jackman spielt hier die Rolle des Wace. Höhepunkt seiner damaligen Karriere war sein Auftritt vor 90.000 Zuschauern, als er 1997 vor dem Eröffnungsspiel des Bledisloe Cup (Rugby Union) in Melbourne die australische Nationalhymne sang. 1999 wurde er sowohl zum „Most Fashionable Man in Australia“ als auch zum „Australian Star of the Year“ ernannt.

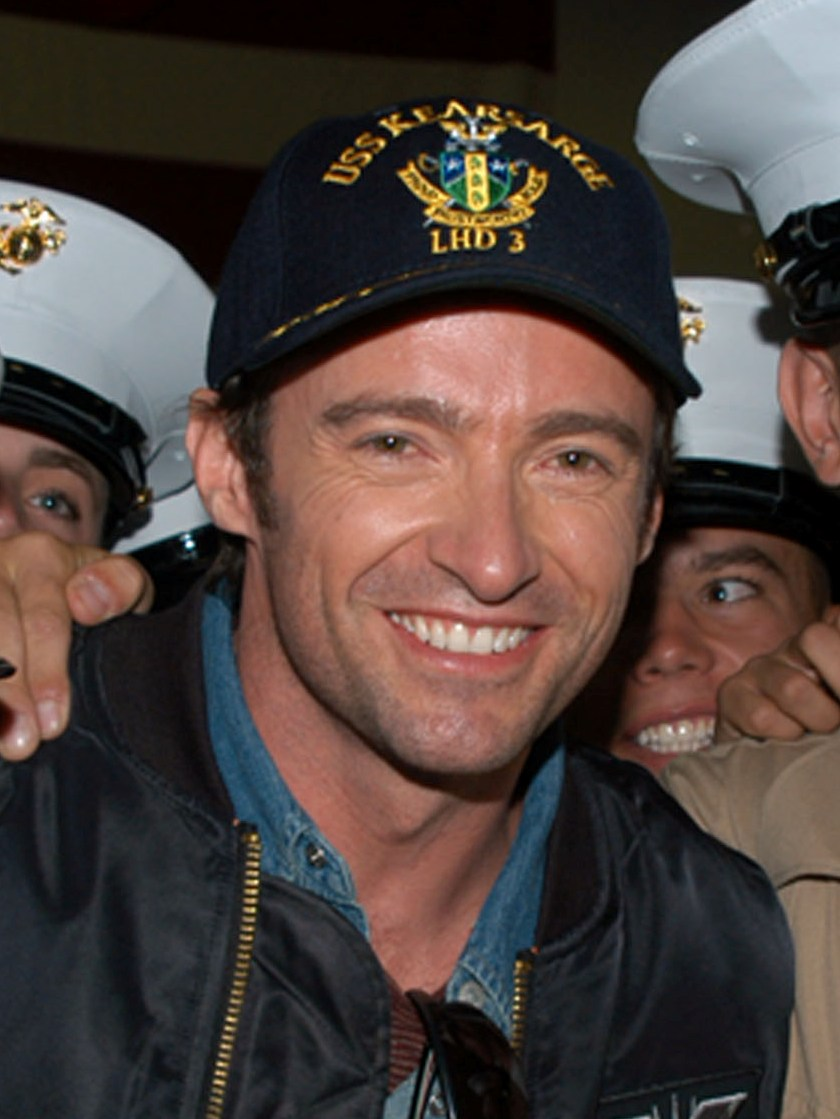
Hugh Jackman, 2006

Für den Film X-Men, der den Grundstein für seine internationale Filmkarriere legte, wurde Jackman in letzter Minute engagiert, da der ursprünglich vorgesehene Dougray Scott für die Verfilmung von Mission: Impossible II zwei Monate länger als geplant benötigt wurde. Nach den beiden Fortsetzungen aus den Jahren 2003 (X-Men 2) und 2006 (X-Men: Der letzte Widerstand) übernahm Jackman auch im Ablegerfilm X-Men Origins: Wolverine die Rolle des Wolverine. Der Film, bei dem Jackman auch als Produzent mitwirkte, wurde in Deutschland am 29. April 2009 veröffentlicht. Weitere Filme der X-Men-Reihe folgten.
2003 und 2004 spielte er in dem Broadway-Musical The Boy from Oz die Hauptrolle des Peter Allen und gewann dafür 2004 den Tony Award als Bester Hauptdarsteller. 2006 tourte er mit einer Arena-Version des Musicals durch Australien.
Jackman ist immer wieder auch als Entertainer zu erleben. So moderierte er beispielsweise 2003, 2004 und 2005 die Verleihung der Tony Awards und ist immer wieder Gast in diversen Fernsehsendungen. 2009 moderierte er die Oscarverleihung. Gelegentlich posierte er auch für Modezeitschriften (beispielsweise Men’s Vogue November/Dezember 2006).
Jackman war 2006/07 in der Komödie Scoop – Der Knüller zu sehen, lieh in Happy Feet und Flushed Away Trickfilmfiguren seine Stimme, gab der Hauptfigur in The Fountain Leben und war im Frühjahr 2007 als von Rach- und Ruhmsucht getriebener Zauberer in Prestige – Meister der Magie im Kino zu sehen. 2007 war Jackman Mitproduzent von Viva Laughlin, einer Musical-Krimi-Fernsehserie. Er spielte in der ersten Folge selbst mit. Die Serie wurde aber nach Ausstrahlung der ersten beiden Episoden wegen niedriger Einschaltquoten und schlechter Kritiken wieder abgesetzt.
Im Frühjahr 2007 – unmittelbar im Anschluss an die Arena-Tour von The Boy from Oz – drehte Jackman einen Thriller mit dem Arbeitstitel The Tourist. Es ist die zweite Produktion von Seed Productions. Nach rechtlichen Querelen wegen des Namens startete der Film mit mäßigem Erfolg in den USA im Mai 2008 als Deception – Tödliche Versuchung. In Deutschland kam der Film nicht in die Kinos, er ist nur als DVD erhältlich. Hugh Jackman spielt darin einen intriganten Mörder.
Im selben Jahr erschien auch Australia von Regisseur Baz Luhrmann, worin Jackman die männliche Hauptrolle neben Nicole Kidman verkörpert. Während der Premieren-Tour zu Australia, die im Dezember 2008 durch die halbe Welt führte, wurde Jackman von der Zeitschrift People zum „Sexiest Man Alive“ gekürt und ihm wurde die Gastgeberrolle für die Oscar-Verleihung angetragen.
Seit seinem 9. Lebensjahr unterstützt Jackman die Kinderhilfsorganisation World Vision, seit Beginn seiner Schauspielkarriere auch als Botschafter. 2009 reiste er mit seiner Frau nach Äthiopien und besuchte den Kaffeebauern Dukale. Daraus entstand die Dokumentation Dukale’s Dream.
Im Mai 2011 trat er im Curran Theater in San Francisco mit einer Gesangsshow auf. Unterstützt wurde er dabei von einem 18-köpfigen Orchester. Im Mittelpunkt standen Musical-Nummern, unter anderem aus Carousel und The Boy from Oz. Im Juli ist er mit dieser Show in Toronto aufgetreten. Im deutschen Fernsehen war er seit Mitte 2011 auch in einer Werbung für Lipton-Eistee zu sehen. Im September 2011 trat er bei WWE Raw Super Show als Gast auf und war Manager von Zack Ryder.

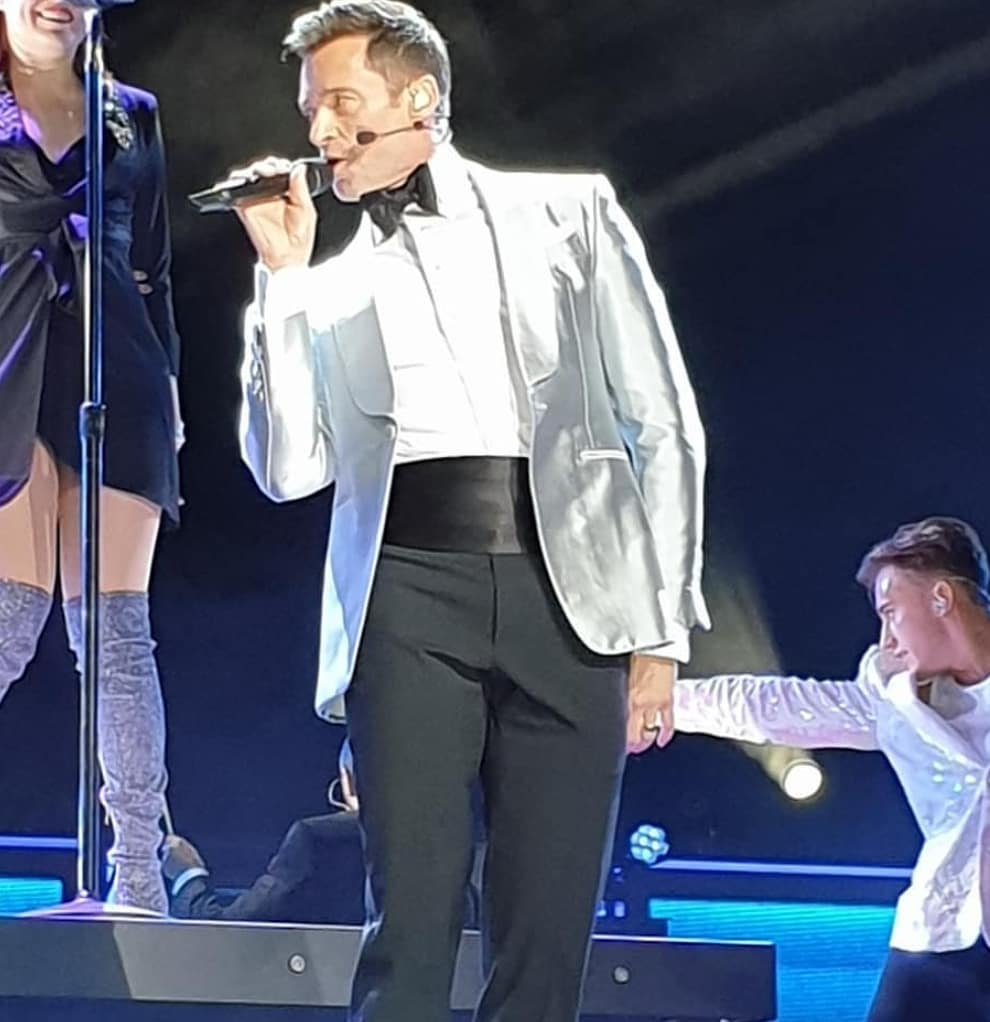
Hugh Jackman, 2019

Anfang September 2011 wurde bekannt, dass Hugh Jackman neben Russell Crowe die Hauptrolle des Jean Valjean in der Neuverfilmung von Les Misérables bekam. Für seine Darstellung wurde er mit Golden Globe Award in der Kategorie Bester Hauptdarsteller – Komödie oder Musical ausgezeichnet, zudem brachte sie ihm auch eine Oscar-Nominierung ein. 2013 stand er für Warner Bros. kanadischen Krimi-Drama-Thrillerfilm Prisoners vor der Kamera.
2017 war er in dem Musicalfilm Greatest Showman zusammen mit Zac Efron und Michelle Williams zu sehen. Das filmische Werk ist eine Biographie über den Zirkuspionier P. T. Barnum des 19. Jahrhunderts. Die Rolle als P. T. Barnum brachte eine erneute Golden-Globe-Nominierung ein. Der Soundtrack des Films hat weltweit Rekorde gebrochen und in vielen Ländern, darunter Großbritannien und Amerika, den Multi-Platinum-Status erreicht.
Mit seinem Showprogramm „The Man. The Music. The Show“ war Jackman 2019 und 2020 auf Welttournee und hat in sechs Monaten rund 100 Konzerte gegeben. In Deutschland trat er im Mai 2019 in Hamburg, Berlin, Köln und Mannheim auf.

## Filmografie
- 1995: Correlli (Fernsehserie, 10 Episoden)
- 1995: Blue Heelers (Fernsehserie, Gastauftritt)
- 1996: Snowy River – The McGregor Saga (Fernsehserie, 6 Episoden)
- 1998: Halifax (Fernsehserie, Episode Afraid of the Dark / Profile of a Serial Killer)
- 1999: Trucker mit Herz (Paperback Hero)
- 1999: Erskineville Kings
- 2000: X-Men
- 2001: Passwort: Swordfish (Swordfish)
- 2001: Kate & Leopold
- 2001: Männerzirkus (Someone Like You)
- 2003: X-Men 2 (X2)
- 2004: Van Helsing
- 2004: Standing Room Only (Kurzfilm, als Teil von Stories of Lost Souls veröffentlicht)
- 2006: X-Men: Der letzte Widerstand (X-Men: The Last Stand)
- 2006: Scoop – Der Knüller (Scoop)
- 2006: Prestige – Die Meister der Magie (The Prestige)
- 2006: The Fountain
- 2006: Happy Feet (Stimme)
- 2006: Flutsch und weg (Flushed Away, Stimme)
- 2008: Deception – Tödliche Versuchung (Deception)
- 2008: Australia
- 2009: X-Men Origins: Wolverine
- 2011: X-Men: Erste Entscheidung (X-Men: First Class)
- 2011: Real Steel
- 2011: Alles in Butter (Butter)
- 2011: Der Seidenfächer (Snow Flower and the Secret Fan)
- 2012: Die Hüter des Lichts (Rise of the Guardians, Stimme)
- 2012: Les Misérables
- 2013: Movie 43
- 2013: Wolverine: Weg des Kriegers (The Wolverine)
- 2013: Prisoners
- 2014: X-Men: Zukunft ist Vergangenheit (X-Men: Days of Future Past)
- 2014: Nachts im Museum: Das geheimnisvolle Grabmal (Night at the Museum: Secret of the Tomb)
- 2014: Voll verzuckert – That Sugar Film (That Sugar Film)
- 2015: Chappie
- 2015: Pan
- 2015: Ich und Earl und das Mädchen (Me and Earl and the Dying Girl, Stimme)
- 2016: Eddie the Eagle – Alles ist möglich (Eddie the Eagle)
- 2016: X-Men: Apocalypse
- 2017: Logan – The Wolverine (Logan)
- 2017: Greatest Showman (The Greatest Showman)
- 2018: Der Spitzenkandidat (The Front Runner)
- 2019: Mister Link – Ein fellig verrücktes Abenteuer (Missing Link)
- 2019: Bad Education
- 2021: Reminiscence – Die Erinnerung stirbt nie (Reminiscence)
- 2021: Free Guy (Stimme)
- 2022: The Son
- 2023: Koala Man (Fernsehserie)
- 2023: Rick and Morty (Fernsehserie, Episode 7x01, Stimme)
- 2024: Deadpool & Wolverine

Für die deutsche Synchronisation seiner Auftritte wird Jackman meistens von Thomas Nero Wolff gesprochen.

## Theater
- 1994: The Season at Sarsaparilla (Australien)
- 1994: Thark (Australien)
- 1995: Beauty and the Beast (Australien)
- 1996–1997: Sunset Boulevard (Australien)
- 1998–1999: Oklahoma! (London)
- 2002: Carousel (Sonderkonzert)
- 2003–2004: The Boy from Oz (USA)
- 2006: The Boy from Oz (Arena-Version, Australien)
- 2009: A Steady Rain (Broadway, mit Daniel Craig)
- 2011: Hugh Jackman, in Performance (Kalifornien)
- 2011: Hugh Jackman, in Concert (Kanada)
- 2011: Hugh Jackman: Back on Broadway (Broadway)
- 2014: The River (Broadway)
- 2015: An Evening with Hugh Jackman (Istanbul)
- 2015: Broadway To Oz (Australien)
- 2019: The Man The Music The Show (World Tour America-Australia-Europe)
- 2022: The Musicman(Meredith Wilsons-Broadway New York)

## Auszeichnungen
- 1994: Most Outstanding Graduate – WAAPA: Leslie Anderson Award 1994
- 1997: Male Musical Theatre Performer of the Year – MO Award ’96 für Sunset Boulevard (gemeinsam mit Michael Corm)
- 1998: Best Male Actor in a Musical – Variety Club Award für Sunset Boulevard
- 1998: Male Musical Theatre Performer of the Year – MO Award ’97 für Sunset Boulevard
- 1999: Australian Star of the Year – Australian Movie Convention
- 2000: Best Male Actor – AFCC Award für Erskineville Kings
- 2001: Best Actor – 27th Saturn Awards für X-Men
- 2004: Theatre World Award
- 2004: Tony Award – Best Performance by a Leading Actor in a Musical für The Boy from Oz
- 2004: TDF-Astaire Award – Best Male Dancer on Broadway für The Boy from Oz
- 2004: Drama Desk Award – Best Actor The Boy from Oz
- 2004: Outer Critics Circle Award – Best Outstanding Actor für The Boy from Oz
- 2004: Drama League Distinguished Performance Award
- 2005: Emmy Award für Outstanding Individual Performance in a Variety or Music Program für seine Moderation der Tony Awards
- 2006: ShoWest Male Star of the Year
- 2006: G'Day LA (Hollywood Achiever)
- 2008: Sexiest Man Alive des US-Magazins People
- 2009: Am 21. April 2009 verewigte er sich per Hand- und Schuhabdruck vor dem Grauman’s Chinese Theatre in Hollywood
- 2009: Teen Choice Award – „Actor: Action Adventure“ in X-Men Origins: Wolverine
- 2010: People’s Choice Award für Beliebtester Action-Star in X-Men Origins: Wolverine
- 2012: People’s Choice Award für Beliebtester Action-Star in Real Steel
- 2012: Tony Award Special Award für Extraordinary Contribution to the Theatre Community
- 2012: Stern auf dem Hollywood Walk of Fame in der Kategorie Film in 6931 Hollywood Boulevard direkt vor Madame Tussauds
- 2013: Golden Globe Award für Les Misérables als Bester Hauptdarsteller – Komödie/Musical
- 2013: Oscar-Nominierung für Les Misérables als Bester Hauptdarsteller
- 2013: Golden Icon Award des Zurich Film Festival
- 2017: Bambi in der Kategorie Entertainment
- 2018: nominiert für den Golden Globe als Bester Hauptdarsteller in Greatest Showman
- 2019: Commons: Companions of the Order of Australia[15]
- 2023: Nominierung für den Golden Globe in der Kategorie Bester Hauptdarsteller - Drama in The Son

## Diskografie
Jackmans Lieder, die er im Film The Greatest Showman sang, erreichten in vielen Ländern die Charts und wurden mit Gold- und Platinschallplatten ausgezeichnet.
| Goldene Schallplatte - Dänemark - 2024: für das Lied A Million Dreams - Frankreich - 2022: für das Lied The Greatest Show - 2024: für das Lied A Million Dreams - Kanada - 2020: für das Lied A Million Dreams (Reprise) - 2022: für das Lied The Other Side - Österreich - 2022: für das Lied A Million Dreams - 2022: für das Lied The Greatest Show - 2022: für das Lied From Now On - Polen - 2023: für das Lied The Greatest Show - Spanien - 2024: für das Lied The Greatest Show - 2024: für das Lied A Million Dreams - 2024: für das Lied From Now On - 2025: für das Lied The Other Side - Vereinigte Staaten - 2018: für das Lied From Now On | Platin-Schallplatte - Kanada - 2020: für das Lied A Million Dreams - 2022: für das Lied Come Alive - 2022: für das Lied From Now On - Neuseeland - 2020: für das Lied A Million Dreams - 2022: für das Lied The Other Side - 2022: für das Lied From Now On - Vereinigte Staaten - 2018: für das Lied The Other Side 2× Platin-Schallplatte - Australien - 2019: für das Lied The Greatest Show - Vereinigte Staaten - 2022: für das Lied A Million Dreams |

Anmerkung: Auszeichnungen in Ländern aus den Charttabellen bzw. Chartboxen sind in ebendiesen zu finden.
| Land/RegionAuszeichnungen für Musikverkäufe (Land/Region, Auszeichnungen, Verkäufe, Quellen) | Gold       | Platin       | Verkäufe  | Quellen             |
| -------------------------------------------------------------------------------------------- | ---------- | ------------ | --------- | ------------------- |
| Australien (ARIA)                                                                            | —          | 2× Platin2   | 140.000   | aria.com.au         |
| Dänemark (IFPI)                                                                              | Gold1      | —            | 45.000    | ifpi.dk             |
| Frankreich (SNEP)                                                                            | 2× Gold2   | —            | 200.000   | snepmusique.com     |
| Kanada (MC)                                                                                  | 2× Gold2   | 3× Platin3   | 320.000   | musiccanada.com     |
| Neuseeland (RMNZ)                                                                            | —          | 3× Platin3   | 90.000    | radioscope.co.nz    |
| Österreich (IFPI)                                                                            | 3× Gold3   | —            | 45.000    | ifpi.at             |
| Polen (ZPAV)                                                                                 | Gold1      | —            | 25.000    | olis.pl             |
| Spanien (Promusicae)                                                                         | 4× Gold4   | —            | 120.000   | elportaldemusica.es |
| Vereinigte Staaten (RIAA)                                                                    | Gold1      | 5× Platin5   | 5.500.000 | riaa.com            |
| Vereinigtes Königreich (BPI)                                                                 | —          | 12× Platin12 | 7.200.000 | bpi.co.uk           |
| Insgesamt                                                                                    | 14× Gold14 | 25× Platin25 |           |                     |